# Завет (филм)
Завет је филм Емира Кустурице из 2007. Премијера филма је одржана 26. маја 2007. на Канском филмском фестивалу.

## Радња
Филм Завет, жанровски опредељен као комедија, прича је о судбини деде и унука који живе у опустелом српском селу. Деда је намеран да обнови цркву и у њу врати попа, и тако оживи село, а унук је једини ђак у локалној школи. Али када у село дође просветна инспекција и затвори школу, дечак остаје без будућности, а његова учитељица без посла. Видевши да на селу „нема ‘леба“, старац, који је „осетио“ да му се ближи смрт, шаље унука у град. Даје му краву и заветује га да је у вароши прода, од тих пара купи икону, донесе сувенир и нађе девојку.
Дечаку су у граду украли краву, али он је послушао деду и нашао девојку, чија мајка преко дана ради као васпитачица у вртићу, а ноћу као проститутка. Када је осетио да мајчин макро мерачи и његову љубљену, младић предлаже девојци да оду на село. Стижу у дечаков завичај и тамо затичу виталног деду који се зближио са учитељицом...

## Улоге
| Глумац              | Улога                |
| ------------------- | -------------------- |
| Урош Миловановић    | Цане                 |
| Марија Петронијевић | Јасна                |
| Александар Берчек   | Живојин Марковић     |
| Мики Манојловић     | бос Бајо             |
| Љиљана Благојевић   | Боса                 |
| Иван Максимовић     | инспектор            |
| Косанка Ђекић       | Јаснина мајка        |
| Стрибор Кустурица   | Топуз                |
| Владан Милојевић    | Руњо                 |
| Станоје Богићевић   | Чвака                |
| Славко Тошић        | Мрга                 |
| Жељко Терзић        | Зека                 |
| Ненад Филиповић     | Зуба                 |
| Михајло Тодоровић   |                      |
| Марија Ковачевић    | Пахуљица Миловановић |